# Centrarthra pygmaea
Centrarthra pygmaea là một loài bướm đêm trong họ Noctuidae.